# Sandra Chung
Sandra Chung é uma linguista estadunidense conhecida por seus trabalhos sobre sintaxe, semântica e línguas austronésias, especialmente o chamorro. É professora emérita da Universidade da Califórnia em Santa Cruz.